# Свети Теодор Тирон (Горно Дупени)
„Свети Теодор Тирон“, известна сред местното население като „Свети Тодория“ (на македонска литературна норма: „Свети Теодор Тирон“), е възрожденска православна църква в преспанското село Горно Дупени, Северна Македония. Църквата е под управлението на Преспанско-Пелагонийската епархия на Македонската православна църква.
„Свети Теодор Тирон“ е изградена на бърдото в източния край на селото и доминира над него. Построена е в 1848 година, като годината е била изписана на западната фасада, но с годините се е изтрила. В миналото пред църквата са били селските гробища, но за да се предотврати замърсяването на кладенците, в междувоенния период те са преместени под църквата.